# 정대세
정대세(鄭大世, 1984년 3월 2일~)는 대한민국의 축구인, 방송인으로 본관은 동래 정씨이다. 선수 시절 공격수로 활동했으며 일본에서 태어났지만 조부모를 따라 대한민국 국적을 취득한 재일 한국인 3세이다. 국제 대회에 조선민주주의인민공화국 축구 국가대표팀 소속으로 참가했으며 인민 루니, 인간 불도저라는 별명을 가지고 있다.

## 구단 경력
2006년 도쿄도에 있는 조선학교인 조선대학교를 졸업하고, 가와사키 프론탈레에 입단했다. 팀에서 9번을 달고 공격수로 뛰었고, 데뷔 하던 해 7월 19일 가시마 앤틀러스전에서 리그 첫 골을 기록했다.
2010년 7월 정대세는 독일 2부리그 팀 VfL 보훔으로 이적하였다. 보훔에서 뛴 첫 시즌 팀은 승격 플레이오프에 진출하였지만 보루시아 묀헨글라트바흐에게 패하며 팀은 승격에 실패하였고 정대세는 1부 리그 진출이 좌절되었다. 2012년 1월 겨울 이적 시장에서 FC 쾰른으로 이적을 하며 1부리그에 진출을 하였다. 그러나 주전 선수들에게 밀려 많은 출장을 하지 못했다. 팀은 분데스리가 17위를 기록하여 강등되었다. 팀이 강등되며 정대세는 다시 2부리그의 선수가 되었다.
2012년 시즌이 중반을 넘어서는 현 상황에서 출전을 전혀 하지 못한 상황에 좌절하며 K리그 클래식으로 진출을 염두에 둔 상황에서 2013년 1월 2일 수원 삼성 블루윙즈와 이적을 합의하였다.
2015년 7월 12일 부산과의 원정 경기를 끝으로 수원 삼성 블루윙즈를 떠나 시미즈 에스펄스로 이적했다. 그 후 수원 삼성 블루윙즈는 그의 공백을 메울 대체자로 불가리아 출신 공격수인 일리얀 미찬스키를 영입하였다.
2021 시즌을 앞두고 FC 마치다 젤비아에 입단했다.
2022 시즌 종료 후 현역 은퇴를 선언했다.

## 국가대표팀 경력
대한민국 국적으로 일본의 외국인 등록이 되어있고 대한민국 여권을 가지고 있지만 국가대표팀으로는 조선민주주의인민공화국 대표팀으로 출전했다.
정대세는 일본의 외국인 등록에 조부모는 대한민국 국적과 일제 강점기 해방 전 조선의 국적, 둘 중 하나를 선택할 수 있는 기회를 얻은 상황에 일본에서 태어났고 정대세의 아버지는 대한민국 국적으로, 어머니는 조선적으로 등록했으며 이에 따라 정대세는 대한민국 국적으로 등록되어 대한민국 여권을 가지게 됐다.
그러나 일본에서 조선학교에 다니며 재일본조선인총련합회(조총련)계의 영향을 받았고 조선민주주의인민공화국이 2006년 FIFA 월드컵 아시아 지역 최종 예선에서 일본에게 지는 모습을 본 후에 조선민주주의인민공화국 축구 국가대표팀에서 뛰기로 결정했다.
하지만 대한민국 국적으로 등록된 정대세는 조선민주주의인민공화국 대표로 뛸 수가 없었고 양측 헌법상으로는 모든 대한민국 국민은 출생시부터 조선민주주의인민공화국 국민이고 반대도 성립하지만 FIFA에서 이를 인정해 그를 조선민주주의인민공화국 국가대표로 인정할지가 불확실했다.
그러다 재일조선인축구협회의 도움 속에 국제축구연맹에 분단국가의 상황과 자신의 독특한 가족사를 설명한 자필 청원서를 보내 국제축구연맹의 허가를 받아 조선민주주의인민공화국 국가대표가 될 수 있었으며 대한민국 여권 뿐 아니라 조선민주주의인민공화국 여권도 동시에 발급됐다.
2007년 동아시아컵 예선에서 조선민주주의인민공화국 축구 국가대표로 뽑혔으며, 이듬해 열린 본선에서 일본과 대한민국을 상대로 각각 1골을 기록했다.
이후에도 계속 조선민주주의인민공화국 축구 국가대표팀에서 꾸준히 활약하였고 조선민주주의인민공화국이 55년만에 월드컵 본선진출을 할 수 있게 기여했다. 이후 2010년 FIFA 월드컵에 발탁되어 조별예선 3경기에 전부 선발출전했다.
특히 조별예선 첫 경기인 브라질전에서 국가를 부르던 중 눈물을 흘렸는데 이 눈물은 인터넷에서 화제가 된 바 있다.

## 개인사
일본의 외국인 등록에 대한민국 국적으로 등록돼 있고 조선민주주의인민공화국 여권도 받았기에 대한민국과 조선민주주의인민공화국을 한 나라로 보는 두 국가의 헌법에 의해 양측 국내리그에서는 자국 선수로 뛸 수 있으나 국제 클럽 대회에서도 정대세가 대한민국 소속 구단에서 출전할 때 대한민국의 선수로 뛸 수 있는지 문제가 되었다. 이에 아시아 축구 연맹을 비롯한 국제 축구계에서는 정대세를 양측의 여권을 받았음을 이유로 대한민국과 조선민주주의인민공화국의 이중국적 선수로 인정했다.

### 학력
- 아이치조선제２초급학교(아이치현)
- 도슌조선초중급학교 중급부(아이치현)
- 아이치조선중고급학교 고급부(아이치현)
- 조선대학교 체육학부(도쿄도)

정대세는 2010년 남아공 월드컵 첫 경기 전 국가가 울려 퍼지던 중 눈물을 흘렸는데 조선민주주의인민공화국의 출전 자체도 주목받던 상황에서 그의 눈물은 큰 화제가 되었다. 같은해 9월에 미국에 있는 한국인 유학생들이 정대세의 눈물을 주제로 세계 평화를 기원하는 동영상을 만들어 올려 미국의 인터넷 잡지 '와이어드'가 주최한 대회에서 '평화를 가장 잘 전하는 동영상'이라는 평가를 받으며 대상을 받아 또다시 화제가 되었다.
정대세는 자기의 국적 혼란에 대해서 "어릴 때부터 조선학교에 다니면서 내 나라가 어딘지 내가 어느 나라 사람인지 배웠다. 꿈을 쓰면 '조선 축구 국가대표가 되고 싶다'고 적었다"라고 설명하였다.

## 경력
- 2008년 동아시아 축구 선수권 대회 조선민주주의 인민공화국 국가대표
- 2010년 FIFA 월드컵 조선민주주의 인민공화국 국가대표
- 2011년 AFC 아시안컵 조선민주주의 인민공화국 국가대표

## 수상 내역

### 클럽
가와사키 프론탈레
- J1리그 : 준우승 (2006, 2008, 2009)
- J리그컵 : 준우승 (2009), 4강 (2006)

 VfL 보훔
- 2. 분데스리가 : 3위 (2010-11)

수원 삼성 블루윙즈
- K리그1 : 준우승 (2014)

 시미즈 에스펄스
- J2리그 : 준우승 (2016)
- 천황배 : 4강 (2019)

### 개인
- EAFF E-1 풋볼 챔피언십 득점왕 : 2008
- J2리그 득점왕 : 2016